# Université nationale aérospatiale - Institut d'aviation de Kharkov
L'université nationale aérospatiale - Institut d'aviation de Kharkov (ukrainien : Національний аерокосмічний університет «Харківський авіаційний інститут», ХАІ; KhAI) est une université ukrainienne spécialisée en aéronautique et spatial. Elle a été créée en 2000 à partir de l'institut d'aviation fondé en 1930 et se trouve dans le raïon Kiev de Kharkiv.

## Histoire
L'institut a été fondé en 1930 à partir de la division d'aéronautique de l'Institut Polytechnique de Kharkov. De 1941 à 1945 il a été évacué à Kazan. Son histoire est fortement liée au développement des activités d'ingénierie aéronautique de l'URSS. En particulier l'institut est connu pour la création du premier avion à train d'atterrissage rétractable et celle d'un turboréacteur par A. M. Liulka. Cet enseignant de l'institut, devenu par la suite académicien, a créé par la suite de nombreux moteurs, en particulier celui du Sukhoï-27.
L'institut a la particularité d'avoir dessiné sous la direction du professeur I. G. Neman plusieurs appareils produits en série.
De 1977 à 1984 Oleg Antonov a dirigé le département de conception des structures.
En 1978 l'institut prend le nom de Joukovski. Il a été récompensé de l'ordre de Lénine en 1980.
Le nom actuel a été donné en 2000 avec l'obtention du statut d'institut universitaire.

## Faculté
L'université a formé environ 60000 ingénieurs dont plus de 80% des spécialistes travaillant dans l'industrie aérospatiale ukrainienne.
L'institut comporte environ 9500 étudiants dont 160 en troisième cycle, 650 enseignants dont 120 professeurs et 2500 employés.
Depuis 1992 l'institut a reçu plus de 500 étudiants étrangers en provenance de 40 pays d'Asie, d'Afrique et d'Amérique.
Les divers départements sont les suivants :
- construction d'avions,
- construction de moteurs,
- systèmes de guidage d’avions,
- fusées et techniques spatiales,
- systèmes radiotechniques d’avions,
- économie,
- sciences humaines,
- formation complémentaire professionnelle et de préparation aux études à l’université.

## Coopérations
L'institut est membre de l'association internationale des universités, de l'Association des établissements d'enseignement supérieur de la ville de Kharkov INTERVUZ, ainsi que de l'agence spatiale nationale d'Ukraine. Il participe au projet « Alfa » de station spatiale internationale.
L'institut participe à divers programmes avec les universités et les entreprises des Etats-Unis, du Japon, de l'Allemagne, de la France, du Mexique et de la Chine.

## Appareils conçus
- Appareil de transport passagers Kharkiv KhAI-1, 1934[2].
- Appareil de reconnaissance et bombardier Kharkiv KhAI-5, 1936[3].
- Autogyre Kharkiv KhAI-24 (en), vers 1965[4]